# NHK 뉴스 오하요 시마네
NHK 뉴스 오하요 시마네(おはよう島根)는 NHK 종합 텔레비전에서 제작되어 NHK 마쓰에 방송국에서 방송되고 있는 아침 뉴스 프로그램이다.

## 방송 소개
NHK 뉴스 오하요 시마네(おはよう島根)은 매주 월 ~ 금 오전 7시 45분부터 8시까지 15분 동안 방송되고 있는 프로그램으로 출근 시간 시마네현의 소식을 전하는 로컬 뉴스 프로그램인데 매년 2월 22일 다케시마의 날이 되면 평소와 다름없이 소식을 한다.

## 방송 시간
- 매주 월 ~ 금 오전 7시 45분 ~ 8시(15분)
  - 7시 45분 ~ 51분까지 NHK 마쓰에 방송국 아나운서가 진행
    - 이후 7시 51분부터 8시까지는 주코쿠 지방과 산인 지방을 관리하고 있는 NHK 히로시마 방송국에서 NHK 뉴스 오하요 히로시마의 아나운서가 진행을 한다.